# لويد كلاين
لويد كلاين هو لاعب هوكي الجليد كندي، ولد في 13 يناير 1910، وتوفي في 9 ديسمبر 1966.

## وصلات خارجية
- لويد كلاين على موقع دوري الهوكي الوطني (الإنجليزية)
- لويد كلاين على موقع قاعة مشاهير الهوكي (لاعب أن.إتش.أل) (الإنجليزية)
- لويد كلاين على موقع EliteProspects.com (الإنجليزية)
- لويد كلاين على موقع HockeyDB.com (الإنجليزية)
- لويد كلاين على موقع Hockey-Reference.com (الإنجليزية)